# Euphrasie Kouassi Yao
Euphrasie Kouassi Yao (cũng là Yao Kouassi, sinh ngày 18 tháng 4 năm 1964)  là một chính trị gia người Bờ Biển Ngà, là cố vấn đặc biệt hiện tại của tổng thống Alassane Ouattara phụ trách về giới. Bà cũng từng là Bộ trưởng thúc đẩy phụ nữ, bảo vệ gia đình và trẻ em và là chủ tịch của UNESCO trong ủy ban về nước, phụ nữ và ra quyết định của họ.

## Cuộc sống cá nhân
Kouassi Yao có bằng thạc sĩ về Giới và Phát triển từ Đại học de l'Atlantique Keyboardbidjan ở bàte'Ivoire. Anh trai của bà Jean Claude Kouassi cũng đã từng là một bộ trưởng trong chính phủ Ivorian.

## Sự nghiệp
Vào tháng 1 năm 2016, Kouassi Yao đã được Thủ tướng Daniel Kablan Duncan bổ nhiệm làm Bộ trưởng cho chương trình Khuyến mãi de la Femme  Trong vai trò này, bà khuyến khích phụ nữ đăng ký bỏ phiếu trong cuộc bầu cử quốc hội năm 2016 của Bờ Biển Ngà. Bà đã bị loại khỏi vai trò vào tháng 1 năm 2017. Vào tháng 3 năm 2017, bà đã trở thành cố vấn đặc biệt cho tổng thống Alassane Ouattara, phụ trách giới tính. Bà đã tập trung vào việc thúc đẩy hòa bình sau Nội chiến Ivorian lần thứ hai, đặc biệt là kỷ niệm những người phụ nữ đã cung cấp thực phẩm cho gia đình của họ trong cuộc xung đột. bà thúc đẩy tổ chức Amour, Solidarité et Audace (Tình yêu, Đoàn kết và Táo bạo) đã quy tụ 15.000 phụ nữ Ivorian thuộc các tôn giáo và tôn giáo khác nhau. Năm 2018, bà đã phát biểu trên kênh truyền hình Pháp TV5Monde về sự phát triển của phụ nữ ở Châu Phi. bà đã hỗ trợ chính phủ trong nỗ lực truy tố những người tham gia cắt âm vật.
Tại Bờ Biển Ngà, Kouassi Yao cũng từng là Giám đốc Quốc gia về Bình đẳng và Thúc đẩy Giới, Cố vấn Kỹ thuật cho Bộ trưởng Phụ nữ, Thành viên Hội đồng Quản trị Văn phòng Nước uống Quốc gia, Điều phối viên Quốc gia của Phụ nữ Kỹ năng, và là điều phối viên của Bản tóm tắt năng lực phụ nữ của bàte d'Ivoire. bà cũng từng làm việc cho UNESCO với tư cách là chủ tịch ủy ban về Nước, Phụ nữ và Ra quyết định của họ.
Cho Ngày Quốc tế Phụ nữ 2019, Kouassi Yao là một trong 20 phụ nữ Ivorian được Nền tảng Toàn cầu dành cho Phụ nữ dám nghĩ dám làm. Bà được mô tả là một "người phụ nữ có ảnh hưởng và truyền cảm hứng".